# Понка Сити (Оклахома)
Понка Сити (енгл. Ponca City) град је у америчкој савезној држави Оклахома.

## Демографија
По попису из 2010. године број становника је 25.387, што је 532 (-2,1%) становника мање него 2000. године.
| Група             | 2000.          | 2010.          |
| Белци             | 21.374 (82,5%) | 19.340 (76,2%) |
| Афроамериканци    | 774 (3,0%)     | 825 (3,2%)     |
| Азијати           | 181 (0,7%)     | 170 (0,7%)     |
| Хиспаноамериканци | 1.149 (4,4%)   | 1.819 (7,2%)   |
| Укупно            | 25.919         | 25.387         |